# Tinospora tenera
Tinospora tenera är en tvåhjärtbladig växtart som beskrevs av John Miers. Tinospora tenera ingår i släktet Tinospora och familjen Menispermaceae. Inga underarter finns listade i Catalogue of Life.